# ويليام إدوارد سكوت
ويليام إدوارد سكوت (بالإنجليزية: William Edouard Scott)‏ هو رسام أمريكي، ولد في 11 مارس 1884 في إنديانابوليس في الولايات المتحدة، وتوفي في 16 مايو 1964 في شيكاغو في الولايات المتحدة.